# شعربافی
شَعربافی یکی  از صنایع دستی ایران است.
یکی از هنرهای اصیل، سنتی و چشم نواز درشهرهای کویری مانند کاشان و یزد، شَعربافی است. بدون شک یزد شهری است که صنعت نساجی و پارچه‌های فاخر آن از سال‌های دور زبانزد بود تا جایی که مارکوپولو در سفرنامه اش می‌گوید: «پارچه‌های ابریشمی موسوم به «یزدی» نزد بازرگانان شهرت فراوانی دارد و به همه جای دنیا صادر می‌شود».
به موی انسان یا حیوان «شَعر» گفته می‌شود، و در اصطلاح بافندگی، شَعر نوعی پارچه است که با مو یا ابریشم و با «دستگاه بافندگی چهاروردی» بافته می‌شود. بافتن شَعرِ پشمی در یزد و اصفهان و شَعر ابریشمی در کاشان رواج داشت که اکنون در معرض فراموشی و نابودی است.
نقشهٔ خاصی برای بافت شَعربافی وجود ندارد و به دو شیوه ساده و میله‌ای (راه‌راه) بافته می‌شود. شعر ساده را بیشتر به رنگ‌های بنفش، زرشکی، مشکی، زرد، بادنجانی، سبز، گلی برای لباس زنان و شعر میله‌ای را به شکل سیاه و سفید به عرض ۲ متر و طول ۱٫۵ متر برای لباس مردان می‌بافند.
رسم است که نام بافنده با نشان طلایی در سر و ته پارچه درج شود.
از استادان بنام شعربافی می‌توان به غلامرضا حسنی‌ژاه از استادان شعربافی در کاشان و همچنین دختر ایشان مرضیه حسنی‌ژاه و پسر کوچک ایشان علی اکبر حاتمیان، نام برد. تلاش ایشان درکارگاه بافندگی خانه منوچهری در احیای این هنر سنتی نقشی بسیار داشت.
گفتنی است که در گذشته، (تا حدود ۵۰ سال پیش) بافندگی با دستگاه شعربافی، بسیار دشوار بوده و تنها از عهده جوانان برمی‌آمده‌ است. اما بنا به یک روایت یکی از شَعربافان قهار آن دوره به نام حاج حبیب‌الله خادم قطعه‌ای را به این دستگاه اضافه می‌کند که کار با آن را بسیار ساده‌تر می‌نماید. این قطعه چک (با فتحه حرف چ) نام دارد و ساختار ساده‌ای دارد. ایشان حدود سال ۱۳۹۲ هجری شمسی در کاشان از دنیا رفته‌اند. در روایت دیگر از آقای صادق وجدان (یا صادق شاطری که در حال حاضر، سال ۱۳۹۷ هجری شمسی، جزو معدود شعربافان می‌باشد)، یک شعرباف معروف دیگر به نام حسن فرزند فرج‌الله سبزپوشان این قطعه را با الهام از شعربافان اصفهان به دستگاه اضافه نموده‌است.